# Okrožno sodišče v Kranju
Okrožno sodišče v Kranju je okrožno sodišče Republike Slovenije s sedežem v Kranju, ki spada pod Višje sodišče v Ljubljani. Trenutni predsednik (2007) je Mihael Kersnik.
Pod to okrožno sodišče spadajo naslednja okrajna sodišča:
- Okrajno sodišče v Kranju
- Okrajno sodišče na Jesenicah
- Okrajno sodišče v Radovljici
- Okrajno sodišče v Škofji Loki